# Centaurea thracica
Centaurea thracica — вид рослин роду волошка (Centaurea), з родини айстрових (Asteraceae).

## Біоморфологічна характеристика
Багаторічна рослина, 50–90 см заввишки, в цілому блідо-зелена. Стебло випростане й густолисте, просте або з 2–6 гілками у верхній частині, потовщене під квітковою головою, густо вкрите волосками. Листки вкриті волосками. Прикореневі та нижньостеблові листки з ніжками, ліроподібні; кінцевий сегмент великий, від довгастого до трикутного або видовжено-трикутного; бічні сегменти менші, по 2–3 пари, довгасто-ланцетні або ланцетно-трикутні. Серединні або верхні листки сидячі, прості, довгасті до яйцевидно-ланцетних, майже цілісні, наполовину охоплюють стебло, гострі або загострені на верхівці. Чашечки квіткових голів 25–35 × 20–28 мм. Квітки жовті, завдовжки до 45 мм. Сім'янки завдовжки ≈ 5 мм. Папуси багаторядні, білуваті, зовнішні 6–7 мм завдовжки, внутрішні значно коротші, ледь завдовжки 1 мм.

## Середовище проживання
Поширений у пд.-сх. Європі (Румунія, Болгарія, Греція, європейська Туреччина) й Туреччині (Анатолія). Зростає в рідколіссях, чагарниках, у степу, на висотах 180–1300 метрів над рівнем моря.